# Africallagma pseudelongatum
Africallagma pseudelongatum är en trollsländeart som först beskrevs av Cynthia Longfield 1936.  Africallagma pseudelongatum ingår i släktet Africallagma och familjen dammflicksländor. IUCN kategoriserar arten globalt som livskraftig. Inga underarter finns listade i Catalogue of Life.